# Нек
Нек (итал. Nek, настоящее имя Фили́ппо Невья́ни (итал. Filippo Neviani); род. 6 января 1972, Сассуоло) — итальянский певец, композитор и музыкант в стиле рок и поп.

## Юность
Филиппо Невьяни родился 6 января 1972 года в Сассуоло, Модена, Италия. Он начал играть на барабанах, басе и гитаре в девять лет. На него особенно повлияли кантри-музыканты, такие как Джон Денвер, и позже Стинг. В конце 1980-х он начал играть в небольших клубах группой Winchester, а впоследствии пользовался растущей известностью в провинции Болонья с софт-рок-группой White Lady. В 1991 году начал свою сольную карьеру, когда занял второе место на музыкальном фестивале Castrocaro, который в то время представлял собой мощный старт для начинающих артистов.

## Карьера

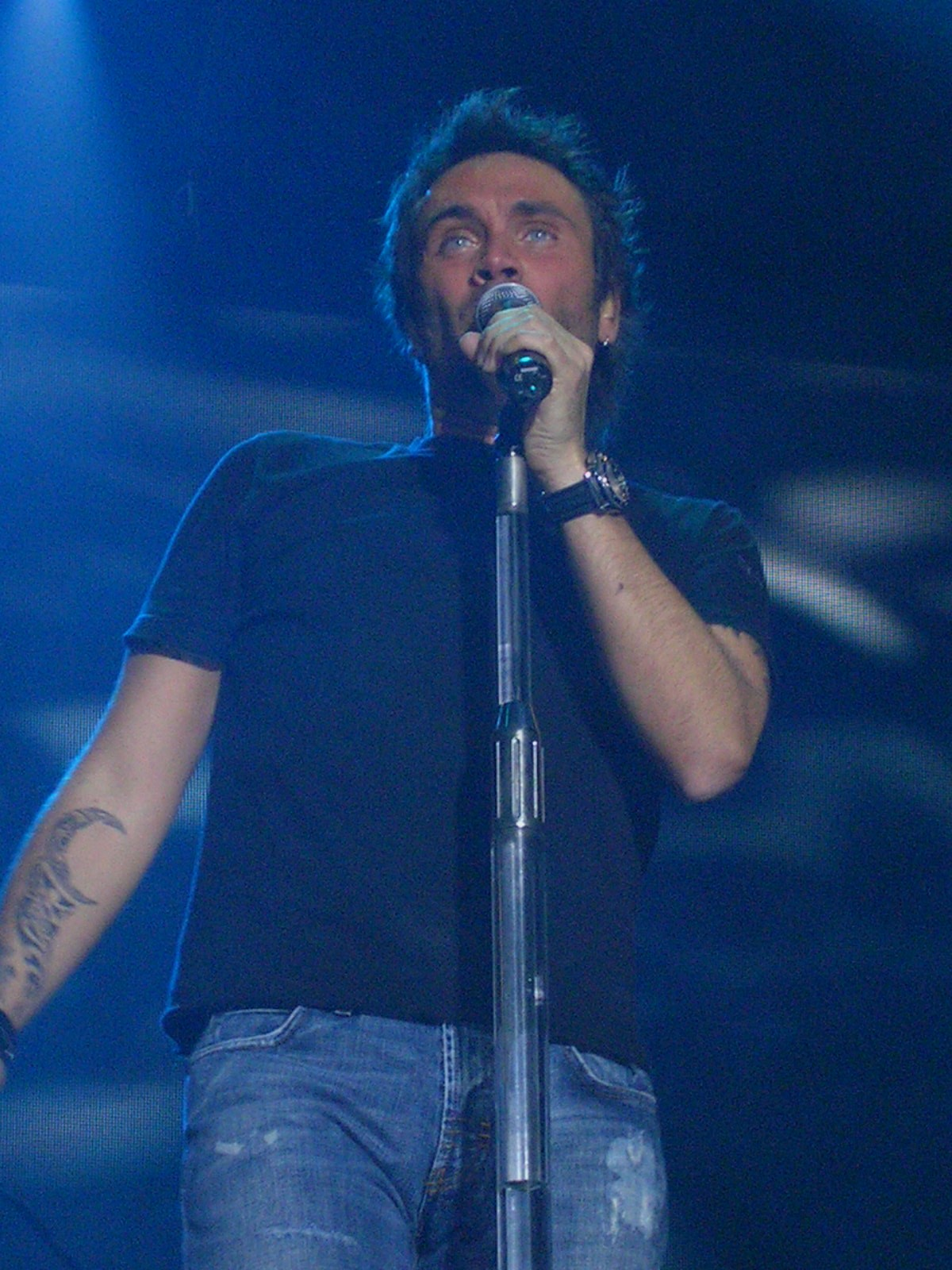
Нек в 2005 году.

В 1992 году был выпущен первый альбом Нека. В 1993 году он занял третье место среди новичков музыкального фестиваля в Сан-Ремо с песней «In te», которая касалась спорного вопроса об абортах. Это также было название второго альбома Нека, который включал версию его песни «Figli di chi», также вошедшей в фестиваль Сан-Ремо в 1993 году и исполненной певицей Мьеттой.
Летом 1994 года он выпустил свой третий альбом Calore umano и занял второе место на фестивале Italiano, организованном Майком Бонджорно, с песней «Angeli nel ghetto».. Также в 1994 году он получил премию European Award как лучший молодой итальянский поп-артист.
После подписания контракта на запись с WEA, который до сих пор остается его лейблом (теперь Warner Music Group), в 1996 году был выпущен его четвёртый студийный альбом Lei, gli amici e tutto il resto со средним коммерческим успехом. В 1997 году он принял участие в музыкальном фестивале в Сан-Ремо с песней «Laura non c’e». Огромный успех «Laura non c’e» увеличил продажи альбома Lei, gli amici e tutto il resto, который стал 6 раз платиновым, продав более 600 000 копий только в Италии. В том же году Нек также принял участие в Festivalbar с песней «Sei grande» и дебютировал на европейском рынке. Испанская версия альбома была выпущена в мае. По данным WEA Italy, Нек продал 300 000 альбомов в Испании и 100 000 во Франции, с дополнительными 250 000 копий Laura non c’e во Франции. В августе 1998 года Нек официально получил премию IFPI за альбом, проданный тиражом более миллиона копий в Европе.
Сингл и альбом также успешно вошли в чарты Швейцарии, Бельгии, Австрии, Португалии, Швеции, Финляндии и Германии. Подтверждение Нека как международного исполнителя пришло, когда альбом был издан в Латинской Америке, включая Бразилию, Аргентину, где сингл «Laura no está» стал хитом, и как он, так и альбом были сертифицированы золотыми и был продан тиражом 100 000 копий в Мексике.
В Испании он был номинирован на премию Амиго в категории Лучший новый исполнитель, а альбом на премию Billboard Latin Music Awards в 1999 году в категории Рок-альбом года. Нек прокомментировал, как его предыдущая неопытность и поиск музыкальной идентичности, а также смена лейбла, изменение музыкального стиля с традиционной итальянской поп-музыки на более англо-поп-рок-звучание привели к его внезапному успеху.
Пятый альбом Nek In due был выпущен в июне 1998 года в Европе, Латинской Америке и Японии. Сингл «Se io non-avessi te» сразу же возглавил чарты продаж и занимал высокие места во всех основных чартах в течение более четырёх месяцев, за что получил награду Festivalbar «Radio». Альбом трижды становился платиновым в Италии, платиновым в Испании и золотым по всей Европе. В первой половине 1999 года он гастролировал по Италии, Европе и Латинской Америке, наслаждаясь большим успехом везде, где выступал.
Его шестой альбом La vita è был выпущен по всему миру 2 июня 2000 года и достиг восьмого места в чартах в Италии и седьмого в Швейцарии, продав более 360 000 копий на обоих языках. Два года спустя, 24 мая 2002 года, его седьмой альбом Le cose da difendere был выпущен во всем мире и достиг четвёртого места в чартах Италии, будучи сертифицированным платиновым в Италии и золотым в Швейцарии.
10 октября 2003 года был выпущен его первый сборник величайших хитов, The Best of Nek: L’anno zero, как в итальянской, так и в испанской версиях. Он увенчал успешные 10 лет, предложив хиты, взятые из семи предыдущих альбомов, а также два неизданных трека Almeno stavolta и L’anno zero. Альбом был продан тиражом более 300 000 копий только в Италии и достиг третьего места в чартах, где он оставался в течение 40 недель, из которых 13 в Топ-10. Песня «Almeno stavolta» была очень популярной и достигла пятого места в чартах. В 2004 году был проведен европейский и латиноамериканский тур.
13 мая 2005 года был выпущен его восьмой студийный альбом Una parte di me. Альбом достиг третьего места в Италии и Швейцарии, оставался в итальянских чартах более 50 недель и разошелся тиражом более 200 000 копий. 2 июля Нек выступил на благотворительном концерте Live 8, а в ноябре начал тур по арене, чтобы продвинуть новый альбом, дебютировавший на Миланском форуме с аншлаговым шоу, и продолжил соответствовать тому же достижению в каждом итальянском городе.
Альбом включал хитовый сингл Lascia che io sia…. Сингл достиг второго места в чартах, вошел в Топ-8 в течение 15 недель, и, будучи сертифицированным платиновым, вошел в десятку самых продаваемых синглов Италии в этом году. Летом 2007 года Нек перезаписал песню «Para ti sería…» с испанской группой «El Sueño de Morfeo». Песня была включена в переиздание En el cuarto 26 и заняла первое место в испанских чартах загрузок, удерживая верхнюю позицию в течение более 13 недель. Два следующих сингла, «Contromano» и «L’inquietudine», также поднялись в чартах итальянского радио.
23 ноября 2006 года Нек выпустил свой девятый альбом Nella stanza 26, который занял пятое место в Италии и Швейцарии и снова разошелся тиражом более 200 000 копий. Он включал хитовый сингл «Instabile», который достиг пика на третьем месте и в течение 6 недель входил в топ-5. В 2007 году за песню «Nella stanza 26» Нек получил престижную премию Lunezia «Poesia del Rock» и выступил на церемонии Wind Music Awards в Риме.

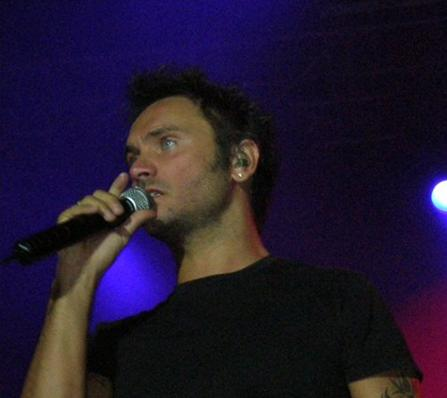
Нек в 2009 году.

В 2008 году Нек записал дуэт «Walking Away» с Крейгом Дэвидом.
30 января 2009 года Нек выпустил свой десятый альбом Un’altra direzione, который содержит 12 новых песен. Он был сертифицирован платиновым, было продано более 70 000 копий.
Альбом Greatest Hits 1992—2010: E da qui был выпущен 16 ноября 2010 года и содержит коллекцию песен Нека за его 20-летнюю карьеру и три ранее неопубликованные песни. Он составлял чарты более 64 недель и был сертифицирован платиновым. 28 марта Нек исполнил две песни «Se non-ami» «Per non-morire mai» в 25-ю годовщину Всемирного дня молодежи на площади Святого Петра в Ватикане.
В июле Нек выступил на благотворительном концерте на площади Базилики Сан-Франческо в Ассизи. 25 июля 2012 года выступил на большом гуманитарном концерте на стадионе Ренато Даллара в Болонье.
16 апреля 2013 года его одиннадцатый студийный альбом был выпущен под названием Filippo Neviani и занял второе место в музыкальных чартах. Все треки на альбоме были исполнены Неком. Альбом последовал за хитовым синглом «Congiunzione Astrale», вышедшим 22 марта 2013 года. Следующий сингл «La metà di niente» также был перезаписан на испанском языке как «La Mitad de Nada» в дуэте с Серхио Далмой. В 2014 году Нек получил премию Lunezia в категории Поп-рок.
11 мая Нек выступил на живом концерте RadioItalia на площади Пьяцца Дуомо в Милане. В июне выступал на благотворительном концерте в Ассизи, в июле выступал на Итальянском Форо в Риме, и на музыкальном фестивале Reventon в Лос-Анджелесе. 23 сентября он выступил на фестивале La Mercè в Барселоне. 3 октября европейский тур Нека был отменен из-за проблем с голосовыми связками, из-за которых ему не разрешалось петь в течение двух месяцев.
В 2014 году Нек получил премию Tributo ad Augusto, которая ежегодно присуждается музыканту, отличающемуся своей художественной и общественной деятельностью. 28 марта, в качестве почетного президента, Нек представил 17-ю премию Magna Grecia Awards, выставку, посвященную красоте, культуре и искусству, которая ежегодно проходит в Апулии. 1 сентября выступил в прямом эфире на гуманитарном футбольном матче Partita Interreligiosa per la Pace на Олимпийском стадионе в Риме.
В 2016 году Нек был тренером в 15-м выпуске шоу талантов Amici di Maria De Filippi. В мае был выпущен сингл «Uno di questi giorni», который был сертифицирован золотым. В июле выступил на фестивале Reventon, посвященном латиноамериканской музыке и в Microsoft Theatre в Лос-Анджелесе.
14 октября был выпущен его тринадцатый студийный альбом Unici. За ним последует общенациональный тур весной и летом 2017 года, а также 21 мая 2017 года с его первым концертом на арене Вероны.

## Личная жизнь
2 сентября 2006 года Нек женился на Патриции Вакондио.. У них есть дочь Беатриче Мария, родившаяся 12 сентября 2010 года.

## Дискография
Альбомы на итальянском
- Nek, 1992
- In te, 1993
- Calore umano, 1995
- Lei, gli amici e tutto il resto, 1997
- In due, 1998
- La vita è, 2000 (Наиболее известная песня за весь период)
- Le cose da difendere, 2002
- The Best Of Nek — L’anno zero, 2003
- Una parte di me, 2005
- Nella stanza 26, 2006
- Un’altra direzione, 2009
- E da qui — Greatest Hits 1992—2010, 2010
- Filippo Neviani, 2013
- Prima di parlare, 2015
- UNICI, 2016

Альбомы на испанском
- Nek, 1997
- Entre tú y yo, 1999
- La vida es, 2000
- Las cosas que defenderé, 2002
- Lo mejor de Nek — El año cero, 2003
- Una parte de mí, 2005
- En el cuarto 26, 2006
- Nuevas direcciones, 2009
- Es así — Greatest Hits 1992—2010, 2011
- Filippo Neviani (Spanish Version) 2013

Синглы
- In te
- Uomo con te
- Angeli nel ghetto
- Cuori in tempesta
- Dimmi cos'è
- Tu sei, tu sai
- Laura non c'è
- Sei grande
- Se io non avessi te
- Se una regola c'è
- Sto con te
- Con un ma e con un se
- Ci sei tu
- Sul treno
- La vita è
- Con la terra sotto di me
- Sei solo tu
- Parliamo al singolare
- Le cose da difendere
- Cielo e terra
- Almeno stavolta
- L’anno zero
- Lascia che io sia
- Contromano
- L’inquietudine
- Instabile
- Notte di febbraio
- Nella stanza 26
- La voglia che non vorrei
- Congiunzione Astrale
- La metà di niente
- Fatti avanti amore